# Новий Утчан
Новий Утча́н (рос. Новый Утчан) — присілок у складі Алнаського району Удмуртії, Росія.

## Населення
Населення — 309 осіб (2010; 336 в 2002).
Національний склад станом на 2002 рік:
- удмурти — 100 %

## Відомі люди
В селі народився Байков В'ячеслав Петрович — удмуртський актор, заслужений та народний артист

## Урбаноніми[3]
- вулиці — Поперечна, Річкова, Шкільна
- провулки — Горобиновий, Зелений